# 南アメリカ陸上競技連盟
南アメリカ陸上競技連盟（みなみアメリカりくじょうきょうぎれんめい、西: Confederación Sudamericana de Atletismo）は南アメリカにおける国際陸上競技の地域連盟。略称はCONSUDATLE。1918年5月24日設立。加盟国数は13。

## 加盟国
- アルゼンチン
- ボリビア
- ブラジル
- チリ
- コロンビア
- エクアドル
- ガイアナ
- パナマ
- パラグアイ
- ペルー
- スリナム
- ウルグアイ
- ベネズエラ

## 主催大会
- 南アメリカ陸上競技選手権大会（英語版）
- 南アメリカU-23陸上競技選手権大会（英語版）
- 南アメリカジュニア陸上競技選手権大会（英語版）
- 南アメリカユース陸上競技選手権大会（英語版）
- 南アメリカクロスカントリー選手権大会（英語版）
- 南アメリカ競歩選手権大会（英語版）
- 南アメリカハーフマラソン選手権大会（英語版）
- 南アメリカサーキットハーフマラソン
- 南アメリカマウンテンランニング選手権大会（英語版）